# Patrick Ricard
Patrick Ricard, né le 12 mai 1945 à Marseille et mort le 17 août 2012 à Toulon dans le Var, est un homme d’affaires, industriel et milliardaire français. Il dirigea et développa pendant trente ans le groupe Pernod-Ricard, fondé par son père Paul Ricard, en faisant le deuxième groupe mondial des boissons alcoolisées.

## Biographie
Patrick Ricard est le fils de Paul Ricard, industriel, et de Marie-Thérèse Thiers.
Après des études commerciales en France, en Allemagne et en Amérique du Nord, il rejoint en 1967 la société Ricard fondée par son père, Paul Ricard, en 1932. Il y occupe successivement des postes dans les principales fonctions de l’entreprise (livreur, commercial), dont il devient le directeur général en 1972. À la création de Pernod Ricard, en 1975, il occupe les mêmes fonctions avant d’en devenir, en 1978, le président-directeur général.
Pour son entreprise, il définit une stratégie de croissance externe afin de diversifier la gamme des produits et accélérer l’internationalisation des activités. Une réussite incontestable puisque les ventes hors de France qui, à l’origine du groupe, représentaient 17 % du chiffre d'affaires, comptent aujourd’hui pour 90 %.
Il multiplie les acquisitions, comme Campbell Distillers en Écosse, Austin Nichols aux États-Unis, Ramazzotti en Italie, Irish Distillers qui regroupe tous les producteurs de whisky irlandais, Orlando Wyndham en Australie, etc. Il participe aussi à la création d’Havana Club International à Cuba.
À la fin des années 1990, il poursuit l'internationalisation du groupe en le recentrant sur les spiritueux, vendant ainsi Orangina, Pampryl, le cidre et la filiale de distribution BWG Foods (en).
En 2003, Patrick Ricard a été distingué par le titre de « Person of the Year 2003 » décerné par la chambre de commerce franco-américaine de New York.[réf. souhaitée]
À partir de l’an 2000, le processus s’accélère avec le rachat d’une partie des activités vins et spiritueux de Seagram, puis en 2005, avec le rachat d’Allied Domecq, de Martell, Champagne G.H. Mumm, Perrier-Jouët. Pernod Ricard poursuit sa croissance externe en 2008 par l’acquisition du groupe suédois Vin & Sprit. Le groupe complète sa gamme de marques prestigieuses, renforce sa présence aux États-Unis et atteint ainsi le rang de co-leader mondial des groupes de vins et spiritueux.
En l'an 2000, l'entreprise fête ses deux milliards de bouteilles vendues. En 2012, il a fait de Pernod Ricard le deuxième groupe mondial dans le secteur des vins et spiritueux.
Ce développement exceptionnel n’a cependant rien changé au principe de fonctionnement instauré dès l’origine : la décentralisation. Ce mode de management maintenu au fil des acquisitions a toujours favorisé l’intégration des équipes et la responsabilisation des managers.
Depuis sa création, Pernod Ricard a doublé de taille tous les sept ans. Ce qui a valu à son président d’être élu en 2006 « Patron européen de l’année » par le magazine américain Fortune.
Classé 24e fortune de France avec 1 744 millions € en 2009, il est aussi un des patrons français les mieux payés avec 2,4 millions € en 2008.
Marié et père de trois enfants, Patrick Ricard est un grand amateur de chasse et d’opéra.[réf. souhaitée]
Il meurt le 17 août 2012 à l’hôpital Sainte-Anne de Toulon où il avait été évacué en urgence après un malaise cardiaque sur l’île familiale de Bendor dans le Var. Il est inhumé sur l’île des Embiez, qui abrite la tombe de son père Paul Ricard, et l’Institut océanographique Paul Ricard.

## Distinctions
Patrick Ricard était commandeur de la Légion d'honneur depuis le 13 juillet 2007 et chevalier dans l’Ordre national du Mérite.[réf. souhaitée]

## Mandats sociaux
- Administrateur d'Altadis
- Administrateur d'Ania
- Administrateur de Martell & Co
- Administrateur de Pernod Ricard Finance
- Administrateur la société Paul Ricard
- Administrateur de Chivas Brothers Pernod Ricard Limited
- Administrateur de Irish Distillers Group Limited
- Administrateur de Suntory Allied Limited
- Administrateur de la Société générale